# Museo de Las Amas de Cría Pasiegas
El Museo de las Amas de Cría Pasiegas está dedicado a las mujeres de la región del Pas en Cantabria que dejaron sus casas para ejercer de amas de cría de hijos que no eran suyos, es decir, mujeres que amamantaban niños ajenos. Se muestran fotografías y paneles explicativos sobre la vida de las nodrizas, recuerdos, escritos y sobre los requisitos exigidos para ser ama de cría.
El museo está ubicado en la localidad de Selaya, en el edificio conocido como Casa de la Beata junto al Santuario de la Virgen de Valvanuz.

## Historia

### Origen

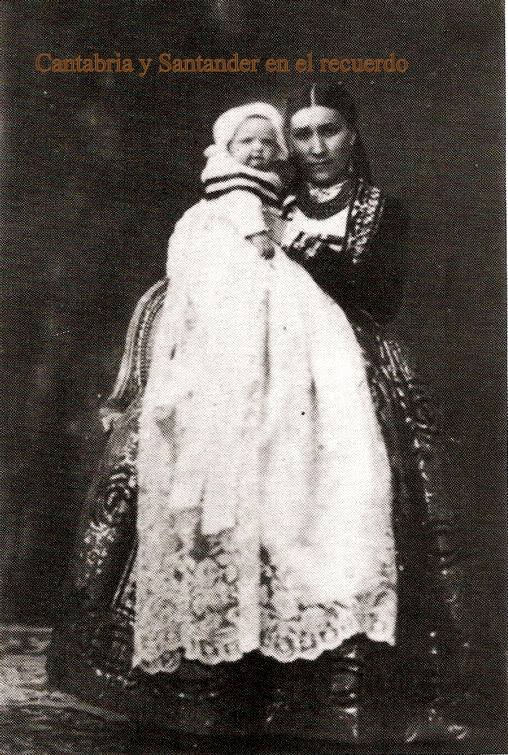
La nodriza pasiega. El pequeño Alfonso XII en brazos de su nodriza pasiega, María Gómez Martínez

En reconocimiento a las Amas de Cría Pasiegas en Granada existe una plaza denominada Plaza de las Pasiegas, frente a la  fachada de la Catedral.
El museo fue inaugurado el día 23 de marzo de 2007 asistiendo al acto el presidente regional, Miguel Ángel Revilla y los alcaldes de los municipios pasiegos. La propiedad del museo corresponde a La Cofradía Virgen de Valvanuz de Selaya..

### Edificio
El Museo de Las Amas de Cría Pasiegas esta instalado en la sala Marcial Zamanillo en el edificio conocido como la Casa de la Beata, centro de exposiciones y conferencias del Santuario de Nuestra Señora de Valvanuz, en Selaya. Debe su nombre a que la casa era la residencia del persona encargada del cuidado del santuario.